# Łękajny
Łękajny (deutsch Landkeim) ist ein kleiner Ort in der polnischen Woiwodschaft Ermland-Masuren und gehört zur Gmina Korsze (Stadt- und Landgemeinde Korschen) im Powiat Kętrzyński (Kreis Rastenburg).

## Geographische Lage
Łękajny liegt in der nördlichen Mitte der Woiwodschaft Ermland-Masuren, 25 Kilometer nordwestlich der Kreisstadt Kętrzyn (deutsch Rastenburg).

## Geschichte
Der heutige Weiler (polnisch Przysiółek) Łękajny wurde 1368 als Landkeim (bisweilen auch Landtkeim) gegründet und war bis 1945 ein großes Vorwerk des Gutsbezirks und der späteren Landgemeinde Prassen (polnisch Prosna).
Mit dem gesamten südlichen Ostpreußen kam Landkeim 1945 in Kriegsfolge zu Polen und erhielt die polnische Namensform „Łękajny“. Heute ist der kleine Ort eng verbunden mit Sątoczno (deutsch Leunenburg) und somit Teil der Stadt- und Landgemeinde Korsze (Korschen) im Powiat Kętrzyński (Kreis Rastenburg), bis 1998 der Woiwodschaft Olsztyn, seither der Woiwodschaft Ermland-Masuren zugeordnet.

## Kirche
Bis 1945 war Landkeim in die evangelische Kirche Leunenburg (polnisch Sątoczno) in der Kirchenprovinz Ostpreußen der Kirche der Altpreußischen Union sowie in die katholische Kirche Sturmhübel (polnisch Grzęda) im Bistum Ermland eingepfarrt. Heute gehört Łękajny katholischerseits zur Pfarrei Sątoczno (Leunenburg) im jetzigen Erzbistum Ermland, evangelischerseits zur Pfarrei Kętrzyn (Rastenburg) mit den Filialkirchen Barciany (Barten) und Bartoszyce (Bartenstein) in der Diözese Masuren der Evangelisch-Augsburgischen Kirche in Polen.

## Verkehr
Łękajny liegt an einer Nebenstraße, die Marłuty (Marlutten) mit Bykowo (Bollendorf) verbindet. Ein Anschluss an den Bahnverkehr besteht nicht.